# Lycaena nivalis
Espèce
Lycaena nivalis est une espèce d'insectes lépidoptères (papillons) de la famille des Lycaenidae et de la sous-famille des Lycaeninae.

## Dénomination
Lycaena nivalis nommé par Jean-Baptiste Alphonse Dechauffour de Boisduval en 1869. 
Au sein du genre Lycaena, cette espèce appartient au groupe Epidemia (parfois considéré comme un sous-genre de Lycaena ou comme un genre distinct, d'où les noms de Lycaena (Epidemia) nivalis ou Epidemia nivalis).

### Noms vernaculaires
Il se nomme Nivalis Copper ou Lilac-bordered Copper en anglais.

### Sous-espèces
- Lycaena nivalis browni (dos Passos, 1938)[2].

## Description
C' est un petit papillon qui présente un dimorphisme sexuel : le dessus du mâle est cuivré celuide la femelle marron. Le revers est jaune avec à l'aile postérieure une large bande marginale lilas.

### Chenille
La chenille est verte, avec une ligne rouge et deux lignes blanches.

## Biologie

### Période de vol et hivernation
Il vole en une génération en juillet.
Il hiverne à l'état d'œuf sur la plante hôte.

### Plantes hôtes
Sa plante hôte est Polygonum douglasii.

## Écologie et distribution
Il est présent au Canada dans la Colombie-Britannique et dans l'ouest des États-Unis centre de la Californie, Wyoming et Colorado,.

### Biotope
C'est un lépidoptère de montagne.

### Protection
Il est considéré comme vulnérable en Colombie Britannique, il n'a pas de statut de protection particulier aux  États-Unis.